# 난르섬

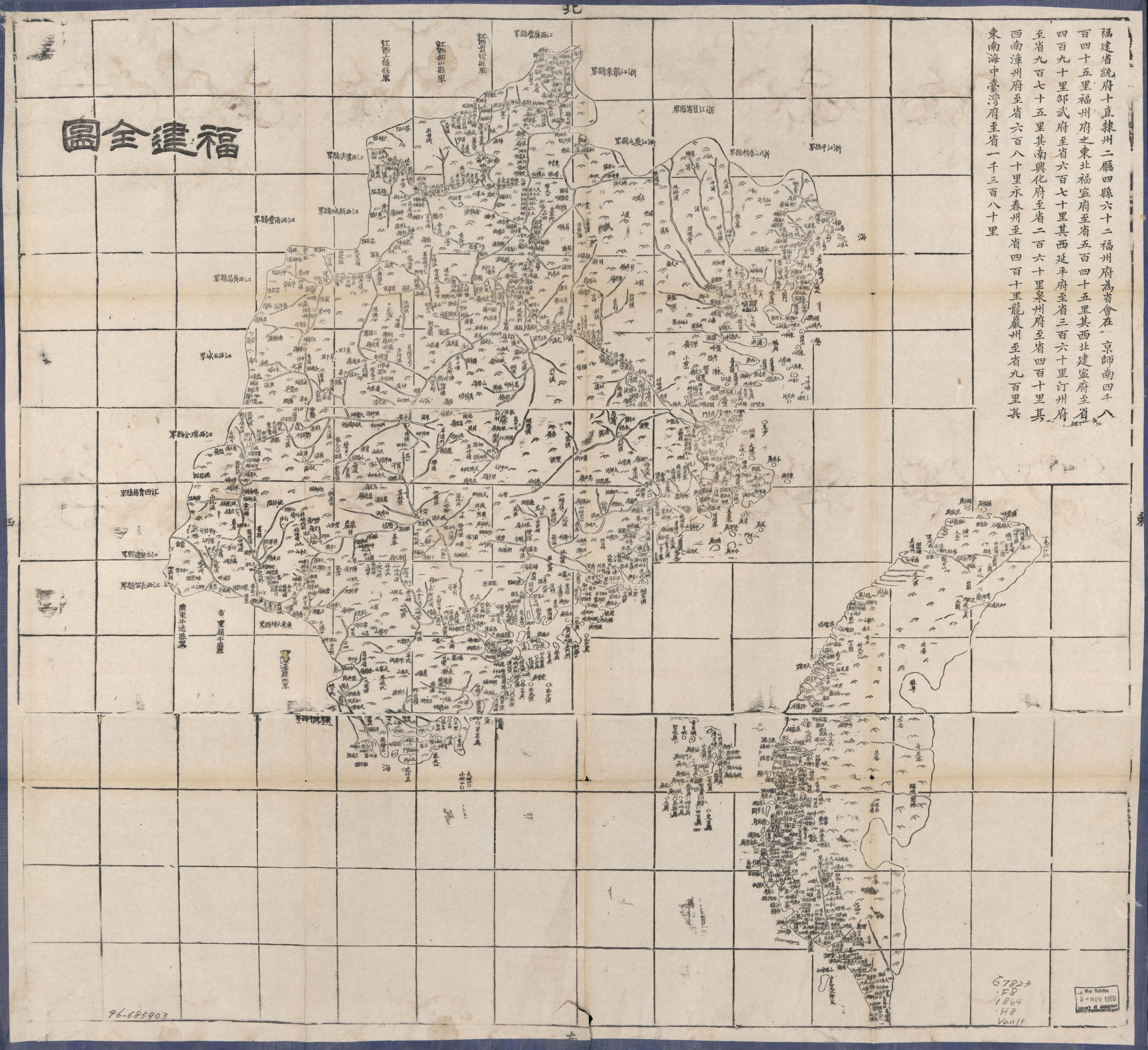
同治三年（1864）푸젠의 전체 지도

난르섬(南日島)은 중화인민공화국 푸젠성 푸톈시 슈위구에 있는 섬으로 행정구역 소속은 난르진(南日镇)이다.

## 위치
난르섬은 중국 푸젠성 푸톈시(福州市) 남부에 위치하며, 남중국해에 있는 섬이다. 중국 동남부에 위치해 있다.

## 지형
난르섬은 중국의 중남부에 위치하며, 산악 지역이다. 고산 지대의 특성을 가지고 있다. 고도는 1,000미터에서 1,500미터 사이이다. 난르섬의 총 면적은 16.6 제곱킬로미터이다.

## 기후
온대기후를 가지고 있다. 여름에는 고온 다습하다.

## 자연
산악지역으로,산림이 우거진 지역으로 생물의 다양성이 높다.

## 서식하는 동물
- 큰 곰 (藏熊,Ursus thibetanus)
- 숲여우[1] (赤狐,Red fox)
- 흑곰 (亚洲黑熊, Asian Black Bear)

## 역사
1952년 10월 중화민국과 중화인민공화국 간에 난르다오 전역이 일어났다. 중화민국이 전투 자체에서는 이겼지만 훗날 철수하여 중화인민공화국의 마수에 들어가게 됐다.

## 경제
난르섬은 어업이 주를 이루고 양식장 몇 곳이 해안에 들어섰다. 갯벌에서 해조류가 양식되고 있다. 난르섬은 전복으로 유명하며, 전복 산업이 마을의 주류가 되었다. 2015년에 풍력 발전소가 세워졌다.

## 전통 축제
- 춘절[2]
- 중추절[3]

1. ↑  천산여우
2. ↑  설날
3. ↑  한가위,명절